# Nintendo Integrated Research & Development
Nintendo Integrated Research & Development (Nintendo IRD), nota come Nintendo Research & Development 3 fino al 2000, è stata una divisione di ricerca e sviluppo interna a Nintendo. Era specializzata nella progettazione di console e periferiche hardware.
Il team ha realizzato prodotti di successo come la console Wii e il controller con joystick analogico del Nintendo 64.

## Storia
Il Nintendo Research & Development 3 venne aperto agli inizi degli anni '80 sotto la direzione di Genyo Takeda. Nei primi anni si occupò dello sviluppo di giochi principalmente destinati al mercato statunitense e alla progettazione di tecnologie hardware per il Famicom. Sono opera di R&D3 le serie di videogiochi Punch Out!! e StarTropics, il chip MMC e le batterie tampone presenti in alcune cartucce della console fissa Nintendo.
A metà degli anni '90 il dipartimento si concentrò sullo sviluppo del Nintendo 64, collaborando con la Silicon Graphics. Da lì in avanti si occupò della progettazione di tutte le console fisse di Nintendo fino al Wii U.  Nel 2000 adottò il nuovo nome di Nintendo Integrated Research & Development. Tra le periferiche hardware realizzate in questi anni dal team, si ricordano il Rumble Pack, il WaveBird e la Wii Balance Board.
Nel febbraio 2013 assorbì la divisione Nintendo RED, che si era occupata in precedenza delle console portatili. Insieme realizzarono i modelli della linea New Nintendo 3DS. Il 16 settembre 2015, Nintendo IRD venne fusa con Nintendo System Development, dando vita a Nintendo Platform Technology Development.

## Lista di videogiochi sviluppati
| Titolo                                                    | Produttore                     | Direttore                   | Musica                         | Data uscita                       | Piattaforma    |
| --------------------------------------------------------- | ------------------------------ | --------------------------- | ------------------------------ | --------------------------------- | -------------- |
| Punch-Out!!                                               | Genyo Takeda                   | Genyo Takeda                | Kōji Kondō                     | dicembre 1983 luglio 1984         | Arcade         |
| Super Punch-Out!!                                         | Genyo Takeda                   | Genyo Takeda                | Kōji Kondō                     | settembre 1984                    | Arcade         |
| Arm Wrestling                                             | Genyo Takeda                   | Genyo Takeda                | Kōji Kondō                     | maggio 1985                       | Arcade         |
| Pro Wrestling                                             |                                | Masato Masuda               |                                | 3 ottobre 1986 15 settembre 1987  | FDS / NES      |
| Punch Out!!                                               | Minoru Arakawa                 | Genyo Takeda                | Yukio Kaneoka, Akito Nakatsuka | 18 ottobre 1987 15 dicembre 1987  | Famicom / NES  |
| StarTropics                                               | Genyo Takeda                   | Genyo Takeda                | Yoshio Hirai                   | 1º dicembre 1990 20 agosto 1992   | NES            |
| Zoda's Revenge: StarTropics II                            | Genyo Takeda                   | Genyo Takeda, Makoto Wada   | Yoshio Hirai, Takashi Kumegawa | marzo 1994                        | NES            |
| Super Punch-Out!!                                         | Genyo Takeda                   | Makoto Wada, Yasuyuki Oyagi | Taisuke Araki                  | 14 settembre 1994 26 gennaio 1995 | Super Nintendo |
| Nester's Funky Bowling (con Saffire Corporation)          |                                |                             |                                | 26 febbraio 1996                  | Virtual Boy    |
| Pilotwings 64 (con Paradigm Entertainment e Nintendo EAD) | Genyo Takeda, Shigeru Miyamoto | Makoto Wada                 | Dan Hess                       | 23 giugno 1996 1º marzo 1997      | Nintendo 64    |